# Fazenda de São Bento
A Fazenda de São Bento é uma das fazendas mais antigas do Brasil, datada de 1596. Abriga atualmente o Museu Vivo de São Bento e a Fundação Educacional de Duque de Caxias, na área da propriedade também existe um sítio arqueológico de sambaquis, feito pelos índios tupinambás.

## Tombamento
Foi tombado pelo Instituto do Patrimônio Histórico e Artístico Nacional - IPHAN e  inclui todo o acervo da capela, de acordo com a Resolução do Conselho Consultivo do IPHAN, de 13/08/85, referente ao Processo Administrativo nº 13/85/IPHAN.

## Histórico

### Fundação
Foi fundada em 1591, quando o Mosteiro de São Bento comprou partes das terras do fidalgo português Cristóvão Monteiro e da doação de outra porção de terras, feita pela viúva de Cristóvão, em 1596. A propriedade foi responsável pela ocupação do atual município de Duque de Caxias, auxiliando no processo de colonização do Vale do Rio Iguaçu.
Uma casa grande foi construída anexa à capela, entre l754 e l757, para abrigar padres em descanso ou afastados do sacerdócio. Era também a sede da fazenda. Suas atividades econômicas baseavam-se na produção de farinha e tijolos.
Em 1921, o terreno foi desapropriado para sediar uma colônia agrícola. No ano de 1993, a capela desabou. No mesmo período, chegou a abrigar uma escola primária e algumas oficinas mantidas pela Diocese de Duque de Caxias.

### Museu Vivo de São Bento
O Museu Vivo de São Bento faz parte de um complexo cultural juntamente com a edificação da fazenda, a capela São Bento, o sítio arqueológico de sambaquis e a história da ocupação lusitana e quilombolas. Além disso, a região conta com a primeira área de proteção ambiental - APA da Baixada Fluminense.